# Znak dowódcy okrętu

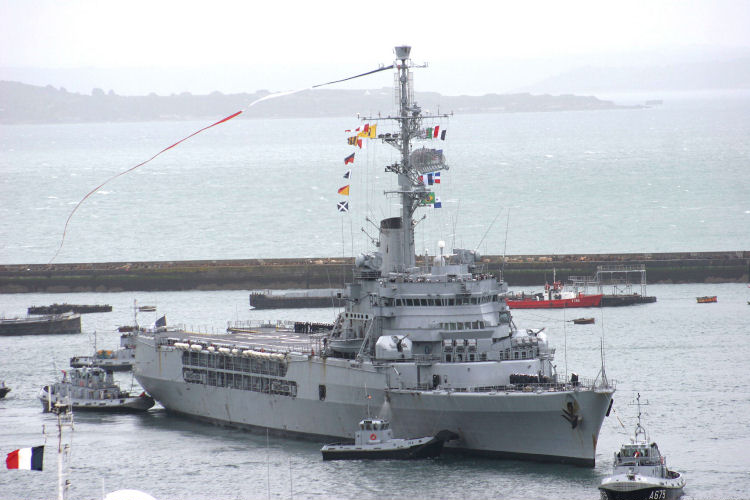
Znak dowódcy okrętu na francuskim śmigłowcowcu Jeanne d’Arc podczas wchodzenia do portu

Znak dowódcy okrętu – znak okrętowy, jeden ze znaków marynarki wojennej, długa wąska (proporcje od 1:15 do 1:50) flaga umieszczana na topie głównego masztu. Ma kształt trójkątny lub zwężający się i zakończony jaskółczym ogonem. W języku angielskim nazywany commissioning pennant lub masthead pennant.

## Tradycje

Znak dowódcy okrętu Royal Navy (proporczyk bez końcówki)

Znak dowódcy okrętu wywodzi się z dawnych flag wiatrowych używanych do łatwiejszego manewrowania żaglowcem albo od proporczyków rycerskich, które zawieszano na maszcie, gdy na pokładzie znajdował się feudał. Niegdyś znak dowódcy okrętu bywał tak długi, że sięgał lustra wody, obecnie stosuje się flagi nieco krótsze.
W poszczególnych marynarkach wojennych istnieją różne zwyczaje związane ze stosowaniem znaku dowódcy, zasadniczo jednak umieszcza się go na głównym maszcie w dzień i w nocy, gdy okręt wojenny jest na służbie i dowodzi nim oficer w stopniu nieuprawniającym do używania flagi rangowej (uprawnieni: admirał, admirał floty, wiceadmirał, kontradmirał). Flagą rangową zastępuje się też znak dowódcy okrętu podczas wizyty dowódcy marynarki wojennej, szefa sztabu marynarki wojennej, dowódcy flotylli, dowódcy dywizjonu lub dowódcy grupy. Jeżeli na pokładzie znajduje się wyższy dowódca, niebędący jednak przełożonym dowódcy okrętu, jego flagę rangową umieszcza się na rei masztu (np. flaga generała).

## Znak dowódcy w Marynarce Wojennej Rzeczypospolitej Polskiej

Znak dowódcy okrętu Marynarki Wojennej

Commissioning pennant United States Navy

Izraelski Korpus Morski

Polski znak dowódcy okrętu został zatwierdzony w 1919 roku w postaci dwubarwnej biało-czerwonej wstęgi z krzyżem kawalerskim. Symbolizuje tradycje Marynarki Wojennej, a swoim wyglądem przypomina proporczyk husarski.
Art. 21 ustawy z dnia 19 lutego 1993 r. o znakach Sił Zbrojnych Rzeczypospolitej Polskiej następująco opisuje znak dowódcy: wstęga o barwach Rzeczypospolitej Polskiej, zakończona dwoma trójkątnymi językami na wolnym liku. Przy przednim liku jest umieszczony krzyż kawalerski. Jego ramiona położone na białym pasie są koloru czerwonego, a ramiona położone na pasie czerwonym – białego. Stosunek szerokości wstęgi do jej długości wynosi 1:25. Stosunek wcięcia do długości wstęgi 1:3. Stosunek wysokości krzyża do szerokości wstęgi wynosi 4:5.
Według rozporządzenia Ministra Obrony Narodowej znak dowódcy okrętu podnosi się na okręcie lub jednostce pomocniczej Marynarki Wojennej będących w kampanii i dowodzonych przez oficera Marynarki Wojennej.
Potocznie znak dowódcy okrętu bywa nazywany „batem”.